# New York State Route 319
 (mars 2025).
Pour les articles homonymes, voir Route 319.
New York State Route 319 (NY 319, littéralement "route 319 de l'État de New York") était une route nationale dans le comté de Chenango, dans l'État de New York aux États-Unis. Elle mesurait 5,47 miles (8,80 km) de long et reliait le hameau de Preston à la cité voisine de Norwich. La route nationale commençait dans le hameau à une intersection avec trois routes entretenues par le comté et s'est poursuivie vers l'est en traversant la ville de Preston (ville différente du hameau de Preston malgré leur même nom) jusqu'au centre-ville de Norwich, où elle s'est terminée avec une intersection avec NY 12 (en).
Ce qui était devenu NY 319 était construit au début du XIXe siècle sous le nom de Norwich and Preston Turnpike (littéralement, la route à péage de Norwich et Preston), l'une des nombreuses routes privées entretenues dans l'État de New York. Ce dernier a pris possession de la route au début du XXe siècle et la route de Preston-Norwich a été désignée comme NY 319 dans le cadre de la renumérotation des routes de l'état de New York (en) en 1930. L'entretien du NY 319 a été partagé entre l'État et la cité de Norwich, et le département des transports de l'État de New York (en) (NYSDOT) s'occupait de la partie de la route à l'ouest des limites de la ville.
En 1962, la législature de l'État de New York a approuvé un échange d'entretien de la route qui a transféré la partie de NY 319 entretenue par l'État au comté de Chenango lorsqu'une nouvelle jonction a été construite pour NY 23 (en) dans la partie nord-ouest du comté. Le projet a été complété en juillet 1984, à un moment où la désignation de NY 319 a été complètement retirée et le comté de Chenango a assumé la maintenance du tracé de la route originelle, à l'ouest de Norwich. La nouvelle route départementale a été redésignée en tant que County Route 10A (CR 10A, littéralement route du comté 10A).

## Description de la route

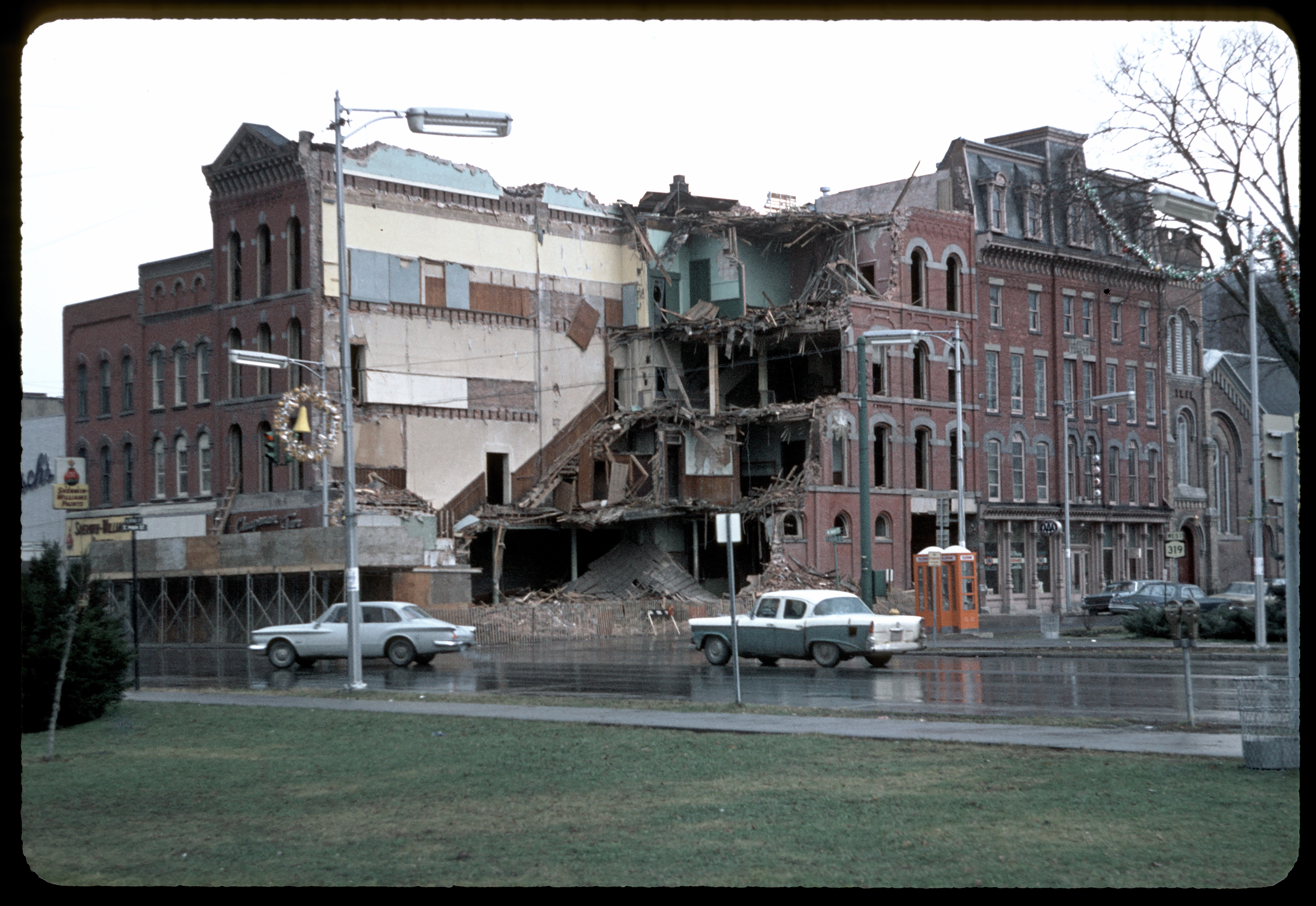
Photo prise en janvier 1966 du centre-ville de Norwich, où un grand magasin à la jonction des rues Main (NY 319) et Broad (NY 12) est en train d’être démoli. Le premier marqueur qui permet de savoir que l'on se trouve sur la route NY 319, se trouve en bas à droite.

NY 319 commençait à une intersection avec trois routes de comté (CR 4, CR 10 et CR 19) dans le hameau de Preston, une petite collectivité dans la partie nord de la ville du même nom. La route se dirigeait vers l’est et montait sur le côté d’une colline à environ 480 m d'altitude à son sommet. La route descendait pour traverser un ruisseau, puis poursuivait son escalade, atteignant une altitude de 540 m près du cimetière Packer-Mason. La route descendait lentement en élévation du cimetière, traversant le ruisseau Gilmore sur son chemin vers la ville de Norwich, où elle croisait CR 19 pour une deuxième fois juste à l’est de la ville. Après la CR 19, la route virait vers le sud-est pour descendre sur le côté d’une crête surplombant la cité de Norwich (bourgade différente de la ville de Norwich malgré leur même nom).
Au fond de la descente, la route virait vers l’est et traversait le ruisseau Canasawacta, un affluent de la rivière Chenango, qui entrait dans la cité de Norwich et devient la rue West Main Street. À Norwich, NY 319 desservait l’église épiscopale Emmanuel et traversait le palais de justice du comté de Chenango, établi en 1975 dans le centre-ville de la ville. Au centre du quartier historique, NY 319 atteignait son terminus à son intersection avec NY 12 (Broad Street). West Main Street devient East Main Street à ce carrefour, et ce dernier continue vers l’est comme NY 990L (en), l’une des routes de référence de New York,.

## Histoire

### Norwich and Preston Turnpike

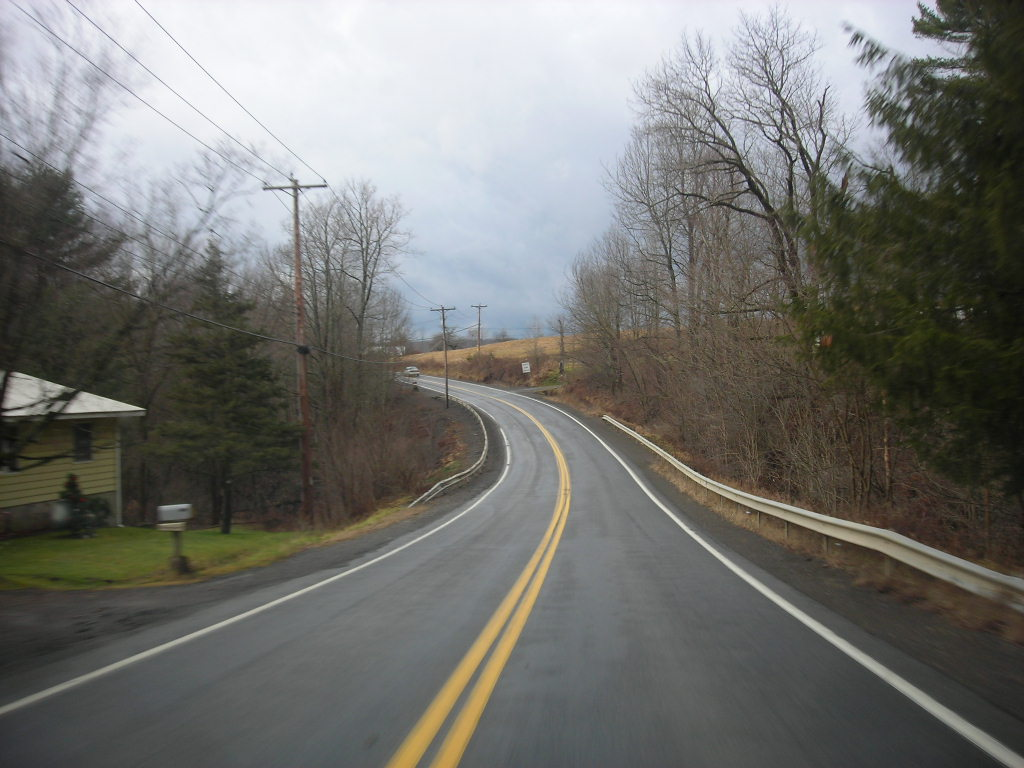
Direction ouest sur l'ancien NY 319, à l'est du hameau de Preston

La ville de Norwich a été créée le 19 janvier 1793, avec une superficie beaucoup plus grande qu’aujourd’hui. Le 2 avril 1806, une partie de la ville fut séparée pour former une nouvelle ville nommée Preston. Une charte, le 8 avril 1808, établit la Norwich and Preston Turnpike, une route reliant la ville de Preston à l’ouest à la ville de Norwich à l’est. La Norwich and Preston Turnpike était une propriété privée et entretenue, comme la plupart des routes de New York l’étaient à l’époque.
La route de Norwich and Preston Turnpike a été reprise par l’État de New York au début du XXe siècle. Le 14 décembre 1907, un contrat a été accordé pour améliorer une portion de 4,86 milles (7,82 km) de la route. Cela a coûté 57 714 $ (équivalent à 1,61 million de dollars aujourd'hui; soit 1,4 million d'euros,,) et ce projet a été terminé à la fin de 1908. La route améliorée a été ajoutée au réseau routier de l’État le 16 novembre 1908, sous le nom de State Highway 598 (SH 598). Un deuxième contrat d’amélioration de 0,22 mille (0,35 km) d'une partie de la route a été accordé le 9 avril 1910. Les travaux sur ce segment ont coûté environ 6 000 $ (l’équivalent de 161 336 $ aujourd'hui; soit 136 248 €,,) et ont été achevés au milieu de 1911. Ce tronçon de la route a été ajouté au réseau routier de l’État le 22 juillet 1911 sous le nom de SH 598A. Le premier ensemble d'itinéraires affichés à New York a été attribué en 1924; cependant, aucun de l'ancienne Norwich and Preston Turnpike n'a été assignée à ce moment-là.

### Désignation et suppression
Dans la renumérotation des routes de l'état de New York (en), plusieurs des routes assignées durant les années 1920 ont été renumérotées ou modifiées. Au même moment, des centaines d'autoroutes maintenues par l'État qui n'avaient pas encore de numéro, comme la route nationale Preston-Norwich, se sont assignées un. La route a été désignée en tant que NY 319 et maintenue par le département des transports de l'État de New York (en), à l'ouest des limites de la cité de Norwich, et par la cité de Norwich à l'intérieur de celle-ci. La jonction de NY 319 reste inchangée durant le reste du siècle,.

La propriété et la maintenance de NY 319 à l'ouest des limites de Norwich devait être transféré de l'État de New York au comté de Chenango comme une partie de l'échange d'entretien des autoroutes approuvé par la législature de New York, et signé dans la loi le 13 février 1962. Cependant, l'échange de la maintenance dépendait de la construction d'un nouveau tracé pour NY 23 dans le nord-ouest du comté de Chenango. La nouvelle route devait s'étendre de la frontière entre le comté de Chenango et celui de Cortland dans la ville de Pitchers à Scott Corners dans la ville de Pharsalia,, à 2 miles (3,2 km) à l'ouest de l'hameau de North Pharsalia. À ce moment donné, NY 23 commença à NY 26 dans le nord-ouest de Pharsalia et a suivi un itinéraire vers le sud-est jusqu'à Scotts Corners, où la route a tourné vers l'est sur son tracé moderne. La portion de l'échange qui décrit les routes qui devaient être transférés au comté de Chenango est écrit dans la loi routière de l'État de New York comme suit, traduit et avec des annotations entre parenthèses :
pour inscrire un ordre officiel d'abandon au comté de Chenango de cette portion de la route nationale huit cent sept (NY 23) en direction est et sud-est des routes nationales huit mille cent soicante et un six cent soixante-trois (NY 26) jusqu'à son intersection avec le [nouvel alignement de NY 23], toutes les routes nationales cinq cent quatre-vingt-dix-huit et cinq cent quatre-vingt-dix-huit (NY 319)
La nouvelle autoroute dans les villes de Pitcher et de Pharsalia a été complété en juillet 1984, au moment où NY 23 a été modifiée pour suivre l'autoroute,. L'entièreté de l'échange pré-approuvé sur la maintenance des autoroutes est entré en vigueur. Ainsi, la propriété et la maintenance du vieux tracé de NY 23 à travers Pharsalia et l'entièreté de NY 319 à l'ouest de Norwich ont été transférés au comté de Chenango. Le tronçon originel de NY 23 est devenu CR 42, alors que la route NY 319 désormais maintenue par le comté a été redésigné en tant que CR 10A, un aiguillon de la route CR 10 déjà existante. La désignation de NY 319 a été aussi enlevée de West Main Street dans la cité de Norwich.

### Post-désignation
En 1997, le pont qui transportait NY 319 au-dessus du ruisseau Gilmore Brook dans la ville de Preston a été remplacé. La nouvelle structure de 8,8 mètres peut supporter une moyenne de 1 154 véhicules par jour. Plus loin à l'est, le pont de 23 mètres au-dessus de Canasawacta Creek a aussi été reconstruit en 1997. Il avait été auparavant construit en 1937 et supporte une moyenne de 2 093 voitures par jour.

## Intersections majeures
| Location                                    | mi   | km   | Destinations              | Notes                   |
| ------------------------------------------- | ---- | ---- | ------------------------- | ----------------------- |
| Preston                                     | 0,00 | 0,00 | CR 4 / CR 10 / CR 19      | Terminus ouest de CR 19 |
| Ville de Norwich                            | 3,49 | 5,62 | CR 19                     | Terminus est de CR 19   |
| Cité de Norwich                             | 5,47 | 8,80 | NY 12 (en) (Broad Street) |                         |
| 1 000 miles = 1 609 km; 1 000 km = 0,621 mi |      |      |                           |                         |